# NGC 6595
NGC 6595 é um aglomerado aberto com nebulosa na direção da constelação de Sagittarius. O objeto foi descoberto pelo astrônomo John Herschel em 1830, usando um telescópio refletor com abertura de 18,6 polegadas. 